# Salaheddine Sbai
Salaheddine Sbai (Rabat, 21 augustus 1985) is een Marokkaanse voetballer die bij voorkeur als verdediger speelt.
Sbai werd opgeleid bij Laval en Sporting Charleroi. Sbai werd in 2004 uitgeleend aan toenmalig tweedeklasser SK Ronse. In 2005 werd Sbai geselecteerd voor het nationaal U-21 elftal van Marokko. Ondanks deze selectie voetbalde Sbai nog twee seizoenen in de Belgische tweede klasse, bij AFC Tubize. Voor het seizoen 2007/2008 maakt hij zijn opwachting in het eerste elftal van Charleroi. Vanaf 2009 speelde hij voor Nîmes Olympique, tot hij in 2013 daar stopte.

## Erelijst
- 2005: Halvefinalist met Marokko op het Wereldkampioenschap voetbal onder 20 in Nederland